# Starostowie małogoscy

Herb Małogoszcza

Starostowie małogoscy – pierwszym starostą małogoskim był późniejszy miecznik krakowski Zyndram z Maszkowic herbu Słońce. Rezydencja starosty małogoskiego niegrodowego znajdowała się w Cieślach. Około 1638 roku starosta małogoski Samuel z Brzezia Lanckoroński wzniósł nowy dwór i utrzymywał w Cieślach chorągiew jazdy.

## Starostowie małogoscy[3]
- Zyndram z Maszkowic herbu Słońce 1401
- Mikołaj Słąka z Ławszowa i Rudki herbu Kopaszyna 1440
- Piotr Słąka z Ławszowa i Rudki herbu Kopaszyna 1455–1497
- Piotr i Mikołaj Słąka herbu Kopaszyna 1504–1505
- Jan Oleśnicki z Bochotnicy herbu Dębno 1505
- Słąkowie 1508–1522
- Jasiński i żona jego Anna przed 1535
- Katarzyna Słupska 1535
- Wacław Słupski herbu Jelita 1537
- Marcin Zborowski herbu Jastrzębiec podczaszy królewski 1537
- Piotr Zborowski herbu Jastrzębiec 1545
- Stanisław Sobek (wł. z Sułowa) herbu Brochwicz 1551–1569
- Piotr Kłoczowski (Kłoczewski) z Kłoczewa herbu Rawicz 1569–1580
- Anna Kłoczewska (Kłoczowska) 1580–1601, przywilej króla Stefan Batorego
- Kacper Oborski z Kuflewa herbu Roch 1598, zm. 1600
- Hieronim Dembiński z Dembian herbu Rawicz 1601–1604
- Krzysztof Kochanowski herbu Korwin 1604–1615
- Jan Świętosławski herbu Rola 1616–1618
- Samuel Lanckoroński z Brzezia herbu Zadora 1618–1638
- Stanisław Lanckoroński herbu Zadora 1638–1650[4]
- Jan i Katarzyna Szumińscy 1651–1659
- Andrzej Rej z Nagłowic herbu Oksza 1659–1661
- Jan Andrzej Morsztyn herbu Leliwa 1660
- Teofila Rej z Raciborska 1661–1662
- Aleksander Derszniak z Rokitnicy herbu Korczak 1664–1668
- Bogusław Rej z Nagłowic herbu Oksza 1673–1685
- Stanisław Tęgoborski herbu Szreniawa z Krzyżem 1685–1715
- Remigian Kucharski herbu Korab 1715–1726
- Józefat Szaniawski herbu Junosza 1726–1740[5]
- Felicjan Konstanty Szaniawski herbu Junosza 1742–1775
- Stanisław Szaniawski herbu Junosza 1789–1808 ostatni starosta niegrodowy małogoski

## Warto przeczytać
- Cz. Hadamik, D. Kalina, E. Traczyński, Miasto i Gmina Małogoszcz, Kielce 2006.
- Michał Rawita-Witanowski Dawny powiat chęciński, Kielce 2002.